# 呂威璜
呂威璜（?—200年），東漢末年人物，袁紹部下，在軍中任騎督。200年，呂威璜在官渡之戰中與淳于瓊負責護送糧草。但曹操派員火燒烏巢糧倉，他被斬殺。

## 小说形象
《三國演義》第三十回中淳于瓊督領部將眭元進、韓莒子、呂威璜、趙叡等守衛糧倉不力，呂威璜与其他部將一起被偷袭乌巢的曹操军所殺。